# Lùng Cải
Lùng Cải là một xã thuộc huyện Bắc Hà, tỉnh Lào Cai, Việt Nam.
Xã Lùng Cải có diện tích 29,43 km², dân số năm 1999 là 1.711 người, mật độ dân số đạt 58 người/km².